# Fotbal na Letních olympijských hrách 1900

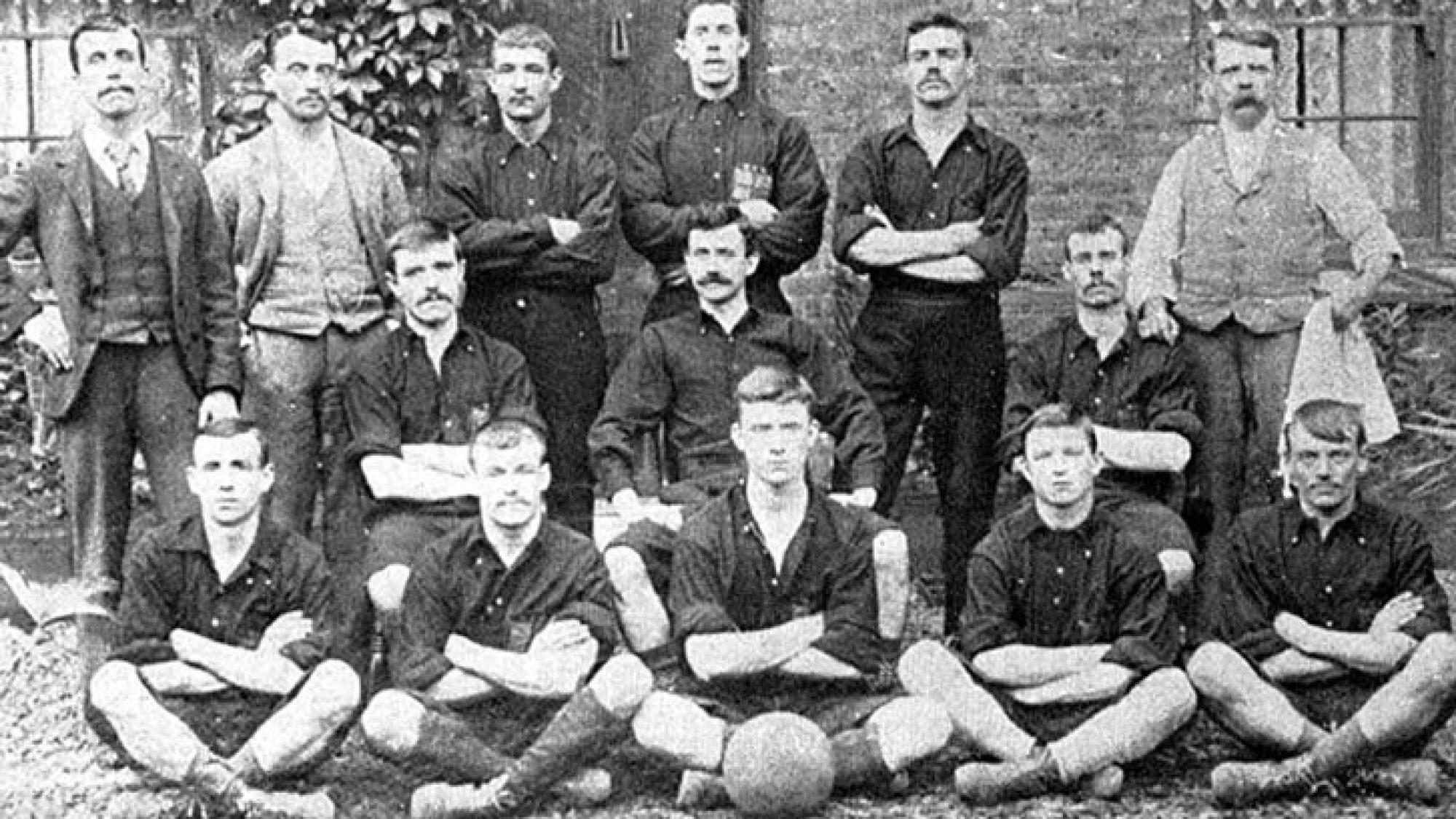
Vítězný tým, Upton Park FC

Letní olympijské hry 1900 byly prvními, na kterých se hrál fotbalový turnaj. Šlo o první a neoficiální ročník fotbalu na letních olympijských hrách. Celkově se mezi 3 týmy konaly 2 zápasy a nebyly uděleny žádné medaile.
Francii reprezentoval pařížský klub Club Français, Belgii po odmítnutí účasti Racing Clubu reprezentovala Université de Bruxelles. Velkou Británii reprezentoval pozdější vítěz Upton Park FC. Původně se měly účastnit i Švýcarsko a Německo, nakonec ale svůj výběr neposlaly, proto byl zápas Clubu Français a Upton Parku posunut na 20. září. Zápasy se konaly na Vélodrome de Vincennes v Paříži.

## Zápasy

### Club Français – Upton Park
| 20. září 1900 |     |                               |                                                              |
| Club Français | 0:4 | Upton Park                    | Vélodrome de Vincennes, Paříž diváci: 500 rozhodčí: Maignard |
|               |     | Nicholas Turner 5' Zealley 7' | Vélodrome de Vincennes, Paříž diváci: 500 rozhodčí: Maignard |

### Club Français – Université de Bruxelles
| 23. září 1900 |     |                         |                                                                |
| Club Français | 6:2 | Université de Bruxelles | Vélodrome de Vincennes, Paříž diváci: 1500 rozhodčí: Jack Wood |
| Peltier 1'    |     | Spanoghe van Heuckelum  | Vélodrome de Vincennes, Paříž diváci: 1500 rozhodčí: Jack Wood |